# Persone di nome Susan/Attrici
| Questa pagina contiene informazioni ricavate automaticamente dalle voci biografiche con l'ausilio del template Bio e di un bot. L'aggiornamento è periodico e automatico e ricostruisce completamente la pagina. Se manca una persona in questa lista, sei pregato di non aggiungerla, ma accertati piuttosto che la sua voce biografica contenga il template Bio e che i dati anagrafici siano correttamente compilati. Se il template Bio manca, inseriscilo tu stesso o, in alternativa, metti l'avviso {{tmp\|Bio}} che ne segnala la mancanza. Se i dati riportati sono sbagliati, correggi direttamente la voce biografica; le modifiche saranno visibili in questa lista entro pochi giorni. Per chiarimenti vedi il progetto antroponimi. La lista contiene solo le 58 persone che sono citate nell'enciclopedia e per le quali è stato implementato correttamente il template Bio. Pagina aggiornata al 22 gen 2025. |

Questa è una lista di persone presenti nell'enciclopedia che hanno il nome Susan e sono attrici.

## A(3)
- Suzy Amis, attrice e modella statunitense (Oklahoma City, n. 1962)
- Susan Anspach, attrice statunitense (New York, n. 1942 - Los Angeles, † 2018)
- Susan Anton, attrice e cantante statunitense (n. 1950)

## B(7)
- Susan Backlinie, attrice statunitense (Miami, n. 1946 - Ventura, † 2024)
- Susan Bernard, attrice cinematografica e modella statunitense (Los Angeles, n. 1948 - Los Angeles, † 2019)
- Susan Blakely, attrice statunitense (Francoforte sul Meno, n. 1948)
- Susan Blommaert, attrice statunitense (n. 1947)
- Susan Brown, attrice britannica (Bristol, n. 1946)
- Susan Browning, attrice e cantante statunitense (Baldwin, n. 1941 - New York, † 2006)
- Susan Buckner, attrice statunitense (Seattle, n. 1953 - Miami, † 2024)

## C(3)
- Susan Cabot, attrice statunitense (Boston, n. 1927 - Encino, † 1986)
- Susan Chuang, attrice statunitense
- Susan Cummings, attrice tedesca (n. 1930 - Chandler, † 2016)

## D(1)
- Susan Duerden, attrice britannica (Kensington, n. 1973)

## E(2)
- Susan Egan, attrice e cantante statunitense (Seal Beach, n. 1970)
- Susie Essman, attrice e doppiatrice statunitense (Mount Vernon, n. 1955)

## F(3)
- Susan Flannery, attrice e regista statunitense (Jersey City, n. 1939)
- Susan Fleetwood, attrice britannica (Saint Andrews, n. 1944 - Salisbury, † 1995)
- Susan Fleming, attrice statunitense (New York City, n. 1908 - Rancho Mirage, † 2002)

## G(2)
- Susan George, attrice britannica (Surbiton, n. 1950)
- Susan Gibney, attrice statunitense (Manhattan Beach, n. 1961)

## H(3)
- Susan Hampshire, attrice britannica (Londra, n. 1937)
- Susan Hoecke, attrice e modella tedesca (Berlino Est, n. 1981)
- Susan Howard, attrice, scrittrice e sceneggiatrice statunitense (Marshall, n. 1944)

## J(1)
- Susan Johnson, attrice statunitense (Columbus, n. 1927 - Sacramento, † 2003)

## K(3)
- Susan Kelechi Watson, attrice statunitense (New York, n. 1981)
- Susan Hogan, attrice canadese (Vancouver, n. 1948)
- Susan Kohner, attrice statunitense (Los Angeles, n. 1936)

## L(2)
- Susan Lucci, attrice statunitense (Scarsdale, n. 1946)
- Susan Lynch, attrice nordirlandese (Newry, n. 1971)

## M(2)
- Susan May Pratt, attrice statunitense (Lansing, n. 1974)
- Susan Misner, attrice statunitense (Paterson, n. 1971)

## O(1)
- Susan Oliver, attrice statunitense (New York, n. 1932 - Woodland Hills, † 1990)

## P(3)
- Susan Park, attrice statunitense (n. 1984)
- Susan Peters, attrice statunitense (Spokane, n. 1921 - Visalia, † 1952)
- Suzie Plakson, attrice statunitense (Buffalo, n. 1958)

## R(2)
- Susan Richardson, attrice statunitense (Coatesville, n. 1952)
- Susan Roces, attrice filippina (Bacolod, n. 1941 - San Juan, † 2022)

## S(8)
- Susan Dey, attrice statunitense (Pekin, n. 1952)
- Susan Saint James, attrice statunitense (Los Angeles, n. 1946)
- Susan Sarandon, attrice statunitense (New York, n. 1946)
- Susan Seaforth Hayes, attrice statunitense (Oakland, n. 1943)
- Susan Shaw, attrice inglese (Londra, n. 1929 - † 1978)
- Susan Sideropoulos, attrice e conduttrice televisiva tedesca (Amburgo, n. 1980)
- Susan Strasberg, attrice e insegnante statunitense (New York, n. 1938 - New York, † 1999)
- Susan Sullivan, attrice statunitense (New York, n. 1942)

## T(3)
- Susan Jane Tanner, attrice britannica
- Susan Taslimi, attrice, regista e sceneggiatrice iraniana (Rasht, n. 1950)
- Susan Tyrrell, attrice statunitense (San Francisco, n. 1945 - Austin, † 2012)

## W(8)
- Sue Johnston, attrice britannica (Warrington, n. 1943)
- Susan Walters, attrice e modella statunitense (Atlanta, n. 1963)
- Susan Ward, attrice e modella statunitense (Monroe, n. 1976)
- Susan Watson, attrice e cantante statunitense (Tulsa, n. 1938)
- Terri White, attrice e cantante statunitense (Palo Alto, n. 1948)
- Stockard Channing, attrice statunitense (New York, n. 1944)
- Susan Wokoma, attrice britannica (Peckham, n. 1987)
- Susan Wooldridge, attrice e scrittrice britannica (Londra, n. 1950)

## Y(1)
- Susan Yeagley, attrice statunitense (Nashville, n. 1972)